# Leonie Müller
Leonie Müller (* 2. Februar 1982 in Freiburg im Breisgau) ist eine deutsche Volleyball- und Beachvolleyballspielerin.

## Karriere Halle
Leonie Müller begann mit dem Volleyball 1991 in ihrer Heimatstadt bei der FT 1844 Freiburg und wurde später auch in die Juniorinnen-Nationalmannschaft berufen. Mit dem USC Freiburg spielte sie in der Regionalliga Süd und stieg 2002 in die 2. Bundesliga Süd auf. 2005 ging die Außen- und Diagonalangreiferin für eine Saison nach Frankreich, wo sie der 2. Liga spielte. Nach ihrer Rückkehr zum USC Freiburg gelang ihr 2007 der erneute Aufstieg in die 2. Bundesliga.

## Karriere Beach
Im Jahr 1999 bestritt Leonie Müller ihr erstes Beachturnier. Mit Melanie Fleig erreichte sie 2000 bei der U20-Europameisterschaft in Nürnberg Platz fünf. Bis 2011 spielte sie dann mit verschiedenen Partnerinnen auf der Smart Beach Tour und anderen nationalen Turnieren. Mit Frederike Fischer wurde sie 2007 in Freiburg Deutsche Hochschulmeisterin. Müller nahm fünfmal an den Deutschen Meisterschaften in Timmendorfer Strand teil und belegte mit Tatjana Zautys 2006 Platz 13 sowie 2007 Platz sieben, 2008 mit Michaela Eckl Platz 13 und 2009 sowie 2010 mit Ruth Flemig jeweils Platz 13. 2011 ließ Müller an der Seite von Europameisterin Okka Rau ihre Beachkarriere ausklingen.

## Privates
Leonie Müller ist heute Lehrerin in Freiburg.